# اپینوس (دهانه)
اپینوس یک دهانه برخوردی در ماه است.